# Leroy n.º 339
Leroy n.º 339 es un municipio rural canadiense situado en la provincia de Saskatchewan.

## Superficie
Leroy n.º 339 tiene una superficie de 831,54 km².

## Demografía
En 2021, tenía 457 habitantes, una densidad poblacional de 0,5 hab./km², y 202 viviendas.